# Tropidurus insulanus
Tropidurus insulanus — вид ігуаноподібних ящірок родини Tropiduridae. Ендемік Бразилії.

## Поширення і екологія
Tropidurus insulanus мешкають в анклавах саван, оточених амазонійською сельвою, в штатах Пара і Мату-Гросу, зокрема в горах Серра-ду-Качімбо. Зустрічаються на висоті від 380 до 570 м над рівнем моря.